# Victoria Paris
Pour les articles homonymes, voir Paris (homonymie).
Victoria Paris née le 22 novembre 1960 à Great Falls et morte le 10 août 2021 , était une actrice pornographique et mannequin de charme américain.

## Biographie
Victoria étudie la nutrition à la Montana State University de Great Falls, puis elle déménage à Los Angeles en 1987. Elle fait de la lutte dans la boue à Hollywood Tropicana puis du secrétariat.
Elle fait des photos de nu pour les magazines Hustler, High Society et Penthouse en 1988. Victoria Paris débute dans Girls of Double D 7. Elle a fait plusieurs films interraciaux, considérés à l'époque comme tabous.
Elle apparaît dans le film Live In, Love In (1989) take off de la série Three's Company. Elle a joué dans les films d'Andrew Blake, John Stagliano, Henri Pachard...
Elle est rentrée en 1997 dans l'AVN Hall of Fame.
Victoria Paris meurt chez elle, à Rexburg, dans l'Idaho, le 10 août 2021, d'un cancer du sein.
Elle avait 60 ans.

## Récompenses
- 1990 : AVN Award "Best New Starlet" (avec Tori Welles)[4]
- 1991 : AVN Award for Best All-Girl Sex Scene - Video "The New Barbarians" avec Sabrina Dawn
- 1991 : AVN Award for Best Couples Sex Scene - Video "Beauty and the Beast"
- 1997 : AVN Hall of Fame

## Filmographie sélective
- Victoria Paris Sizzles	(1990)
- Victoria's Secret Life	(1992)
- Victoria And Company (1992)
- Two Women (1992)
- True Legends Of Adult Cinema: The Cult Supertstar (1993)
- True Legends Of Adult Cinema: The Erotic 80's (1992)
- Victoria's Secret Life (1992)
- Deep Inside Victoria Paris (1991)
- Deep Throat IV & V (1990-91)
- Taste Of Victoria Paris (1990)
- Victoria Paris Sizzles (1990)
- Paris By Night (1990)
- Paris Burning (1989)
- The Chameleon (1989) "La femme caméléon"
- All the Girl's are Butt Slammers
- Black Beauty  (1989)
- Black Obsession (1991)
- Mystic Pieces
- Ready Willing 'n Anal
- X Dreams (1989)
- The Girl with the Blue Jeans Off (1989)
- Trouble (1989)
- Victoria's Secret (1989)
- Voodoo Lust: The Possession (1989)
- Wet Fingers (1988)
- Who Reamed Rosie Rabbit? (1988)
- Girls of the Double D 7 (1987)